# Francia en los Juegos Olímpicos de Barcelona 1992
Francia estuvo representada en los Juegos Olímpicos de Barcelona 1992 por un total de 339 deportistas que compitieron en 25 deportes.  
El portador de la bandera en la ceremonia de apertura fue el esgrimidor Jean-François Lamour.

## Medallistas
El equipo olímpico francés obtuvo las siguientes medallas:
| Nombre | Deporte               | Competición             |
| --- | --------------------- | ----------------------- |
| Oro |                       |                         |
| Marie-José Perec | Atletismo             | 400 m F                 |
| Éric Srecki | Esgrima               | Espada ind. M           |
| Philippe Omnès | Esgrima               | Florete ind. M          |
| Cécile Nowak | Judo                  | –48 kg F                |
| Cathérine Fleury | Judo                  | –61 kg F                |
| Sébastien Flute | Tiro con arco         | Individual M            |
| Franck David | Vela                  | Lechner M               |
| Yves Loday Nicolas Hénard                                                                                            | Vela                  | Tornado M               |
| Plata |                       |                         |
| Jeannie Longo-Ciprelli                                                                                               | Ciclismo en ruta      | Ruta F                  |
| Pascal Tayot | Judo                  | –86 kg M                |
| Sylvain Curinier | Piragüismo en eslalon | K1 M                    |
| Jean-Philippe Gatien                                                                                                 | Tenis de mesa         | Individual M            |
| Franck Badiou | Tiro                  | Rifle de aire 10 m M    |
| Bronce |                       |                         |
| Equipo | Balonmano             | Torneo M                |
| Hervé Boussard Didier Faivre-Pierret Philippe Gaumont Jean-Louis Harel                                               | Ciclismo en ruta      | Contrarreloj por eqs. M |
| Jean-Michel Henry | Esgrima               | Espada ind. M           |
| Jean-François Lamour                                                                                                 | Esgrima               | Sable ind. M            |
| Franck Ducheix Hervé Granger-Veyron Pierre Guichot Jean-François Lamour Jean-Philippe Daurelle                       | Esgrima               | Sable por eqs. M        |
| Hervé Godignon (Quidam de Revel) Hubert Bourdy (Razzia du Poncel) Eric Navet (Quito de Baussy) Michel Robert (Nonix) | Hípica                | Saltos por eqs.         |
| Bertrand Damaisin | Judo                  | –78 kg M                |
| David Douillet | Judo                  | +95 kg M                |
| Laetitia Meignan | Judo                  | –72 kg F                |
| Natalina Lupino | Judo                  | +72 kg F                |
| Stéphane Caron | Natación              | 100 m libre M           |
| Franck Esposito | Natación              | 200 m mariposa M        |
| Catherine Plewinski                                                                                                  | Natación              | 100 m mariposa F        |
| Olivier Boivin Didier Hoyer                                                                                          | Piragüismo            | C2 1000 m M             |
| Jacky Avril | Piragüismo en eslalon | C1 M                    |
| Frank Adisson Wilfrid Forgues                                                                                        | Piragüismo en eslalon | C2 M                    |